# Meoneura subnivalis
Meoneura subnivalis är en tvåvingeart som beskrevs av František Gregor Jr 1971. Meoneura subnivalis ingår i släktet Meoneura och familjen kadaverflugor.
Artens utbredningsområde är Afghanistan. Inga underarter finns listade i Catalogue of Life.